# Pedralba de la Pradería
Pedralba de la Pradería é um município da Espanha na província de Zamora, comunidade autónoma de Castela e Leão, de área 105 km² com população de 318 habitantes (2007) e densidade populacional de 2,66 hab/km².

## Demografia
| Variação demográfica do município entre 1991 e 2004 | Variação demográfica do município entre 1991 e 2004 | Variação demográfica do município entre 1991 e 2004 | Variação demográfica do município entre 1991 e 2004 |
| --------------------------------------------------- | --------------------------------------------------- | --------------------------------------------------- | --------------------------------------------------- |
| 1991                                                | 1996                                                | 2001                                                | 2004                                                |
| 450                                                 | 332                                                 | 280                                                 | 280                                                 |

## Localidades
Fazem parte do município de Pedralba de la Pradería as seguintes localidades:
- Calabor
- Lobeznos
- Rihonor de Castilla
- Santa Cruz de Abranes